# Placoceratias barrettoi
Placoceratias barrettoi är en tvåvingeart som beskrevs av Lane 1948. Placoceratias barrettoi ingår i släktet Placoceratias och familjen platthornsmyggor. Inga underarter finns listade i Catalogue of Life.